# Sketchbook (The Sketchbookのアルバム)
『Sketchbook』（スケッチブック）は、The Sketchbookの1枚目のオリジナルアルバム。2012年7月25日にavex entertainmentから発売された。

## 概要
グループ初のオリジナルアルバムであり、1stシングル「道」から4thシングル「Colors／Birthday」までのシングルに収録された楽曲、新規曲が収録されている。
CD+DVD盤、通常盤の2種リリースであり、前者には「道」、「クローバー」、「Message」、「Colors」のPV、スイッチ過去編、ヒメコ過去編、ボッスン過去編のスペシャルエンディング映像、本作収録曲の全曲解説映像、エンドロールクレジット映像が収録されているDVDが同梱された。また、CD+DVD盤の初回生産限定特典としてボッスン、ヒメコ、スイッチが描かれたステッカー封入された。イラストはアニメーション製作を手掛けているタツノコプロによる描き下ろし。
本作のブックレットには、テレビアニメ『SKET DANCE』で、それぞれボッスン、ヒメコ、スイッチ役を務める吉野裕行、白石涼子、杉田智和のコメントが収録されている。

## チャート成績
2012年8月6日付のオリコン週間アルバムチャートで32位を獲得。初動売上は0.3万枚を記録した。デイリーチャートでは、7月25日、7月28日付で最高位の18位を獲得した。
2012年8月1日付のBillboard JAPAN Top Albumsでは28位を獲得した。

## 収録曲
- 全曲、編曲：tatsuo

1. 道 [3:37]
作詞：Rock the Tiger、作曲：tatsuo
  - テレビアニメ『SKET DANCE』オープニングテーマ
2. 覚醒 [2:57]
作詞：多田宏、作曲：tatsuo
3. Colors [4:43]
作詞：多田宏、作曲：tatsuo
  - テレビアニメ『SKET DANCE』エンディングテーマ
4. Message [4:16]
作詞：多田宏、作曲：tatsuo
  - テレビアニメ『SKET DANCE』オープニングテーマ
5. ウォーターカラー [3:22]
作詞：篠原健太、作曲：tatsuo
  - 作詞を手がけた篠原は原稿を描く合間に詞を書き、詞を書くにあたって語感を重点的に心がけたと語っている[2][3]。
6. キヲク [3:43]
作詞：Rock the Tiger、作曲：tatsuo
  - テレビアニメ『SKET DANCE』第25話エンディングテーマ
7. HERO [4:28]
作詞：多田宏、作曲：tatsuo
  - テレビアニメ『SKET DANCE』第37話エンディングテーマ
8. Birthday [4:13]
作詞：多田宏、作曲：tatsuo
  - テレビアニメ『SKET DANCE』第48話エンディングテーマ
9. traveler [4:42]
作詞：多田宏、作曲：tatsuo
  - テレビアニメ『SKET DANCE』第64話挿入歌
10. Funny Bunny 〜The Sketchbook Ver〜 [3:15]
作詞・作曲：山中さわお
  - テレビアニメ『SKET DANCE』第17話挿入歌
11. クローバー [3:10]
作詞：Rock the Tiger、作曲：tatsuo
  - テレビアニメ『SKET DANCE』エンディングテーマ
12. ドロップ [4:11]
作詞：多田宏、作曲：渡邊悠
13. 未来へ [4:35]
作詞：The Sketchbook、作曲：tatsuo

DVD（CD+DVD盤のみ同梱）
1. 道（Music Video）
2. クローバー（Music Video）
3. Message（Music Video）
4. Colors（Music Video）
5. スイッチ過去編スペシャルエンディング映像
6. ヒメコ過去編スペシャルエンディング映像
7. ボッスン過去編スペシャルエンディング映像
8. アルバム全曲解説映像
9. エンドロールクレジット映像